# سیارک ۲۹۷۶
سیارک ۲۹۷۶ (به انگلیسی: 2976 Lautaro، نامگذاری:1974HR) دو هزار و نهصد و هفتاد و ششمین سیارک کشف شده‌است که در ۲۲ آوریل ۱۹۷۴ کشف شد.
قدر مطلق سیارک برابر ۱۰٫۹۰ است.